# Edward Siwiński

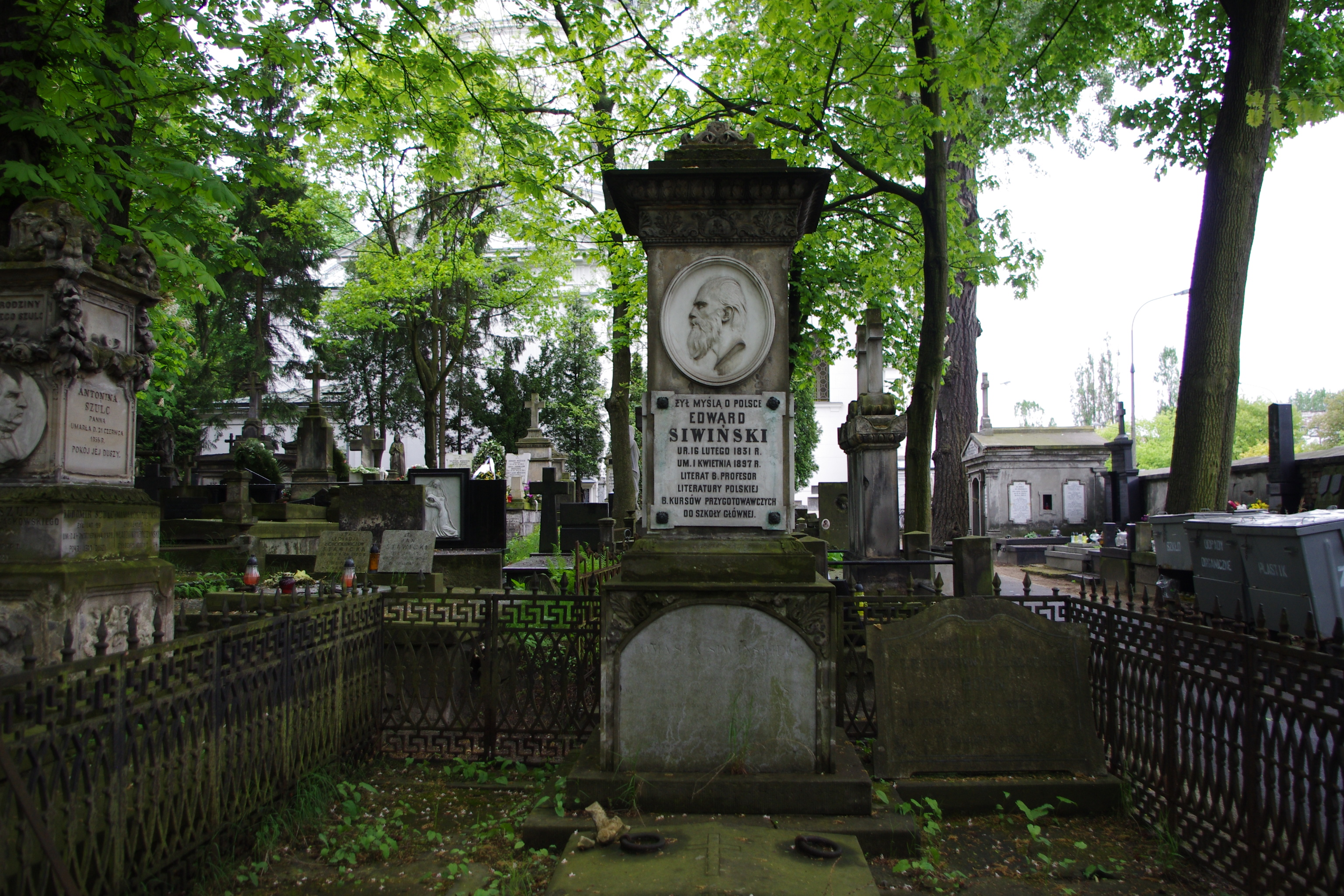
Grób Edwarda Siwińskiego na Starych Powązkach w Warszawie

Edward Siwiński, pseudonimy i kryptonimy Jan Sceptyk, Ed. S., E. S., S. (ur. 16 lutego 1831 w Warszawie, zm. 1 kwietnia 1897 tamże) – polski pedagog, dziennikarz, krytyk literacki. W 1863 wchodził w skład Rządu Narodowego. Był również szachistą.

## Życiorys
Prawdopodobnie był synem zmarłego w 1845 krawca Tomasza Siwińskiego. Kształcił się w jednym z warszawskich gimnazjów filologicznych, ale po decyzji władz o zlikwidowaniu klas wyższych w tego typu placówkach (1846) przeniósł się w celu dokończenia edukacji do Suwałk. Tamże ukończył gimnazjum w 1848 i wkrótce powrócił do Warszawy, podejmując pracę w Komisji Skarbu w charakterze aplikanta. Po złożeniu egzaminu zajął się pracą pedagogiczną, przyjmując posadę nauczyciela języka polskiego w szkole powiatowej realnej w Lesznie. Pracował jednocześnie w szkołach prywatnych oraz rozpoczął działalność publicystyczną; pisywał w „Gazecie Warszawskiej”, „Tygodniku Ilustrowanym”, „Przyjacielu Dzieci”, zamieszczał głównie artykuły krytyczno-literackie (m.in. analizę twórczości Edmunda Wasilewskiego, 1859) i recenzje przekładów z języka francuskiego.
Publicystykę Siwińskiego dostrzegł pisarz Józef Korzeniowski, który z kolei rekomendował go namiestnikowi Wielopolskiemu; w efekcie Siwiński otrzymał posadę wykładowcy języka i literatury polskiej i rosyjskiej oraz innych literatur słowiańskich na Kursach Przygotowawczych do Szkoły Głównej. Prowadził zajęcia między październikiem 1861 a sierpniem 1862, a cześć wykładów ogłosił w 1863 drukiem pod tytułem Lekcja wstępna literatury polskiej oraz literatury rosyjskiej, ze względem na słowiańską miana (...) na Kursach Przygotowawczych do Szkoły Głównej w Warszawie.
Jak przekazał Józef Kajetan Janowski, Siwiński był uważany za konserwatystę, a nawet zwolennika polityki Wielopolskiego, ale włączył się do działalności konspiracyjnej w otoczeniu Agatona Gillera. W kwietniu 1863 wszedł do Komitetu Centralnego Narodowego, a następnie do Rządu Narodowego jako reprezentant obozu białych. Część z posiedzeń Rządu Narodowego odbywała się w mieszkaniu Siwińskiego. Po utworzeniu w maju 1863 Wydziału Prasy Siwiński stanął na jego czele i przejął od Gillera wydawanie pisma „Wiadomości z Pola Bitwy”.
Wśród swoich współpracowników Siwiński nie miał jednak dobrej opinii. Zdaniem Adolfa Pieńkowskiego pozbawiony był zdolności, leniwy, skłonny do pokrywania bezczynności gadulstwem („dużo mówi, nic nigdy nie robi”). Józef Kajetan Janowski zarzucał Siwińskiemu dyletanctwo w zakresie polityki i ekonomii, z kolei Walery Przyborowski wskazywał na zbyt „miękką, wrażliwą, prawie kobiecą naturę” Siwińskiego. W tej sytuacji niebawem stracił on stanowisko szefa Wydziału Prasy, chociaż pozostał aktywny na tym samym polu – jako referent w Departamencie Prasy od lipca 1863. Tu z jego inicjatywy powstał oficjalny, tajny organ Rządu Narodowego „Niepodległość. Dziennik polityczny, ekonomiczny i naukowy”, którego pierwszy numer z 14 lipca 1863 otworzył artykułem wstępnym. W kolejnych numerach pisma przekazywał relacje z walk, korzystając z korespondencji komórek powstańczych. Do współpracy nakłonił swojego ucznia z Kursów Przygotowawczych, Aleksandra Kraushara.
Siwiński opracowywał także odezwy powstańcze. Zajął się ponadto przygotowaniem, ostatecznie niezrealizowanego mimo stosownej rządowej uchwały, projektu prawa prasowego, co stanowiło reakcję na ciągłe ataki publicystyczne na Rząd Narodowy. Rządowi zarzucano hamowanie działań militarnych, a szczególnym atakom poddawani byli sam Siwiński oraz Karol Ruprecht, którym zarzucano częste kontakty z Aleksandrem Wielopolskim w celu zakończenia powstania. W sierpniu 1863 Siwiński zmuszony został do opuszczenia Warszawy. Zatrzymał się w Lipsku, gdzie z Gillerem oraz Józefem Ignacym Kraszewskim rozpoczął wydawanie pisma „Ojczyzna. Dziennik polityczny, literacki i naukowy”. Pierwszy numer ukazał się w maju 1864, ale już kilka miesięcy później pismo zostało zamknięte na żądanie cenzury saskiej; Giller przeniósł wówczas „Ojczyznę” do Szwajcarii, ale już bez udziału Siwińskiego, który wyjechał z kolei do Paryża. Związał się tu z otoczeniem Hotelu Lambert i był członkiem Towarzystwa Historyczno-Literackiego. Siwiński działał też w Kole Słowiańskim, głoszącym ideę łączności wszechsłowiańskiej. W Wyższej Szkole Polskiej na Montparnasse głosił wykłady, a korespondencje posyłał do „Hasła” we Lwowie, „Kraju” w Krakowie oraz pisma Zjednoczenia Emigracji Polskiej „Niepodległość”, wydawanego w Szwajcarii. Na łamach tego ostatniego ogłosił m.in. Kilka słów o udziale generała Mierosławskiego w powstaniu 1863 roku (1867). W 1867 wspólnie z Władysławem Zamoyskim, Karolem Ruprechtem i Agatonem Gillerem wystosował adres do cesarza Napoleona III, potępiający paryski zamach Antoniego Berezowskiego na cara Aleksandra II.
Edward Siwiński był zaangażowany w działalność Stowarzyszenia Pomocy Naukowej w Paryżu. Jako ceniony prelegent Stowarzyszenia (dość szeroko komentowany był jego odczyt o roli Jana Pawła Woronicza w literaturze polskiej doby rozbiorów) otrzymał propozycję wygłoszenia serii wykładów na temat literatury polskiej w roku akademickim 1870/1871. Do realizacji tego planu nie doszło wobec wybuchu wojny francusko-pruskiej. Siwiński przeżył w Paryżu oblężenie miasta przez wojska pruskie, potem okres Komuny i chociaż nie sympatyzował z komunardami, w późniejszych wspomnieniach dał opis terroru zaprowadzonego przez wersalczyków (Wybuch prochowni Grenelle, „Kurier Warszawski”, 1887).
Od dłuższego czasu cierpiał na chorobę oczu, która około 1876 doprowadziła go do całkowitej ślepoty. Wobec trudnej sytuacji materialnej ciężar utrzymania domu przejęła żona Wanda, która otworzyła pracownię sztucznych kwiatów; w 1878 Cyprian Kamil Norwid proponował zorganizowanie cyklu odczytów, z których dochód miałby zostać przeznaczony dla Siwińskiego. Sam Siwiński mimo choroby próbował kontynuować pracę literacką i pozostawał nadal korespondentem warszawskiego „Przeglądu Tygodniowego”, a w 1878 zainicjował wydawanie w Paryżu kolejnego pisma polskiego „Listy Polskie”. W „Listach” publikował pod pseudonimem Jan Sceptyk, ogłosił m.in. Trzy polityki nasze sprzed roku 1863 (1878). Dom Siwińskich był znanym ośrodkiem spotkań przedstawicieli emigracji oraz artystów; bywali tu Ludwik Nabielak, Józef Rustejko, Józef Tokarzewicz, Walery Wróblewski, Józef Chełmoński, Cyprian Godebski, Cyprian Kamil Norwid, Henryk Sienkiewicz, Władysław Żeleński, Antoni Sygietyński i inni.
W 1884 Siwińscy uzyskali zgodę władz carskich na osiedlenie się w Warszawie. Także dom warszawski Siwińskich stał się miejscem chętnie odwiedzanym przez lokalną inteligencję; jako goście bywali m.in. Wojciech Gerson, Wincenty Korotyński, Aleksander Kraushar, Stosław Łaguna, Adam Pług. Siwiński udzielał lekcji i pracował literacko, korzystając z pomocy asystentek-lektorek; publikował artykuły i recenzje w „Głosie”, „Kurierze Codziennym”, „Przeglądzie Pedagogicznym”, „Przeglądzie Tygodniowym”, „Tygodniku Ilustrowanym”, recenzował m.in. Potop Sienkiewicza i Nad Niemnem Orzeszkowej. Głosił też prelekcje, z których część poświęcił propagowaniu działalności warszawskiego Towarzystwa Opieki nad Zwierzętami.
U schyłku życia planował napisanie obszernych pamiętników. Zamiaru tego nie zdołał zrealizować, opublikował jedynie w 1897 w „Gazecie Warszawskiej” Garść wspomnień (o poznanych w Paryżu emigrantach – Norwidzie, Stanisławie Kątskim, Leonardzie Rettelu) oraz Wspomnienie o Józefie Korzeniowskim, a w „Biesiadzie Literackiej” – Wspomnienie o Chopinie. Ponadto zamieszczał w prasie poezje liryczne i satyryczne oraz fragmenty utworów dramatycznych (głównie w „Echu Muzycznym, Teatralnym i Artystycznym” oraz „Przeglądzie Tygodniowym”). W rękopisie pozostawił dramat w trzech aktach Helena (1858).
Pasją Siwińskiego były szachy. Już w okresie powstania styczniowego, kiedy był krytykowany jako członek Rządu Narodowego, oponenci zarzucali mu zbytnią namiętność do gry, odrywającą od problemów politycznych. W opinii Jana Kleczyńskiego należał do najsilniejszych graczy Warszawy w latach 60. XIX wieku. Zainteresowanie szachami utrzymywał i na emigracji w Paryżu, i po powrocie do kraju w latach 80.; we Francji zapoznał się z szachową grą „na ślepo”, co z uwagi na jego problemy ze wzrokiem stało się koniecznością do kontynuowania pasji. Nie grywał w turniejach, był natomiast regularnym uczestnikiem kawiarnianego życia szachowego w lokalach Farrarego, Górskiego, Loursa, „Pod Dzwonnicą”, w giełdzie warszawskiej. Zachowały się zapisy kilku jego partii, m.in. z Kazimierzem Piotrem Miłkowskim. Siwiński grywał niemal do ostatnich dni życia, umierając w przededniu powołania przez swoich kolegów Warszawskiego Towarzystwa Zwolenników Gry Szachowej.
Zmarł 1 kwietnia 1897 w Warszawie i pochowany został na cmentarzu Powązkowskim (kwatera 5-1/2-1/2/3). Z małżeństwa z Wandą Filomeną z Szałackich (1833–1913), nauczycielką, zawartego jeszcze przed 1863, prawdopodobnie nie miał potomstwa.